# Nizerolles
 Nizerolles  là một xã ở tỉnh Allier thuộc miền trung nước Pháp.